# Rafael Tona i Nadalmaï
Rafel Tona (24 de juny de 1903, Barcelona - 12 de febrer de 1987, París) va ser un pintor català. El seu pare, Baldomer Tona i Xiberta (1864-1937), era advocat i vicepresident del govern regional de Catalunya, la seva mare Griselda Nadalmay Berenguer (+1931).
Tona va assistir a l'Escola de Belles Arts de Barcelona entre el 1917 i 1924, on va estudiar pintura i escultura amb l'escultor Josep Llimona. El 1923, durant una estada a París, va assistir a classes de pintura a la "Académie Charpentier". Durant el 1920 Tona treballà en l'estudi de l'escultor Pau Gargallo, i va crear dibuixos pel diari satíric Papitu.
Tona, juntament amb el pintor català Alfred Figueras, es va mudar a Alger el 1925 i va establir una acadèmia d'art (1927) on van ensenyar pintura, escultura i dibuix. El 1928 va retornar a París, ocupant el seu temps a treballar en els estudis de cinema Joinville-le-Pont, on va ajudar crear decorats per a les pel·lícules. allà col·laborarà en les pel·lícules Marius (1931), d’Alexander Korda i Marcel Pagnol, i L‘òpera dels quatre rals (1931), del director expressionista austríac George Wilhem Pabst.
Després de la proclamació de la Segona República el 1932, Tona va tornar a Barcelona i va obrir una agència publicitària. Des del 1936 va contribuir activament amb el moviment republicà dibuixant cartells per al Comissariat de Propaganda. Entre el 1936 i el 1938 publicà els seus dibuixos satírics a L'Esquella de la Torratxa.. El 1939 va esdevenir un refugiat de la Guerra Civil espanyola, marxant a França abans de retornar a Algèria després que la invasió d'Alemanya del país gal.
A Alger, Tona va col·laborar amb la Resistència, participant en l'organització dels aterratges dels Aliats el 1942. Juntament amb pintor Louis Bernasconi va instal·lar el "Salons de la Résistance" al nord d'Àfricaper recaptar diners pel moviment. També va contribuir amb el diari Combat i a la propaganda dels Aliats (amb cartells i fulletons). Va ser en aquest moment quan Tona va establir fortes amistats amb Albert Camus, René Capitant, Max-Pol Fouchet, René-Jean Coàgul, Jean Brune i Jean Amrouche.
De 1944 a 1947 Tona va exhibir la seva feina a Algèria, Marroc, Tunísia i París. La seva exposició a la galeria "Campió-Cordier" de París el 1946 va ser patrocinada per Albert Marquet, qui també li va donar allotjament en el seu estudi de La Frette-Montigny. La seva feina va ser presentada en diverses exposicions i espectacles d'art a Alger entre 1948 i 1960. Va rebre el "Prix de la critique" el 1950 i el "Prix du Salon de La França d'Outre-Mer" el 1952. Durant aquest temps, el Museu d'Art d'Alger va comprar moltes de les seves obres. El 1960 Tona va tornar a viure a París amb el suport econòmic rebut a través de les seves pintures i escultures. Va organitzar moltes exposicions de la seva feina a França i a l'estranger. Molts de les seves pintures van ser adquirides pel Museu d'Art de Tolosa el 1965, i pel Fons Nacional per Art Contemporani el 1980. Va morir a París el 12 de febrer de 1987.

## Exposicions
- 1940 : Galerie Pompadour, Alger, Algèria
- 1943 : Galerie 42, Tunis, Tunísia
- 1944 : Galerie Paul Colin, Alger, Algèria
- 1946 : Galerie Campió-Cordier, París, França
- 1947 : Galerie Française, Casablanca, Marroc
- 1948 : Galerie Paul Colin, Alger, Algèria
- 1950 : Galerie Robert Martin, Orà, Algèria
- 1951 : Galerie du Livre, Casablanca, Marroc
- 1952 : Galerie du Nombre d'O, Alger, Algèria
- 1955 : Galerie du Nombre d'O, Alger, Algèria
- 1956 : Galerie du Nombre d'O, Alger, Algèria
- 1957 : Galerie Comte-Tinchant, Alger, Algèria
- 1959 : Galerie Comte-Tinchant, Alger, Algèria
- 1961 : Galerie 106, Alger, Algèria
- 1962 : Galerie Gérard Mourgue, París, França
- 1962 : Galerie Gérard Mourgue, París, França
- 1963 : Galerie Gérard Mourgue, París, França
- 1964 : Galerie Chedel, Ginebra, Suïssa (exposició de grup)
- 1964 : Galerie Sonnegh, Zuric, Suïssa
- 1964 : Galerie Marc Polony, París, França
- 1965 : Galerie Maurice Oeuillet, Tolosa, França
- 1966 : Galerie Gérard Mourgue, París, França
- 1968 : Galerie l'Indifférent, Lió, França
- 1968 : Sala Rovira, Barcelona, Espanya
- 1969 : Galerie Sainte Croix, Gires, França
- 1969 : Galerie du Centre, La Baule, França
- 1970 : Musée Néo-Calédonien, Nouméa, Nova Caledònia
- 1971 : Galerie Vauban, Dijon, França
- 1971 : Galerie Cohen, Nova York, EUA (exposició de grup)
- 1972 : Musée Néo-Calédonien, Nouméa, Nova Caledònia
- 1974 : Sala Rovira, Barcelona, Espanya
- 1976 : Galerie des Amis des Arts, Aix-en-Provence, França
- 1977 : Galerie André Weil, París, França
- 1978 : Galerie des Maîtres Contemporains, Aix-en-Provence, París
- 1980 : Sala Rovira, Barcelona, Espanya
- 1981 : Galeria Àgora 3, Sitges, Espanya
- 1982 : Chapelle de la Salpêtrière, Paris, França (exposició de grup)
- 1985 : Galerie de l'Orangerie, Neuchâtel, Suïssa
- 1996 : Galerie Australe, Nouméa, Nova Caledònia
- 2003 : Musée des Arts de Pretendents de Bordeaux, França (exposició de grup que presenta l'Ecole d'Alger col·lecció del Musée Nacional des Arts de Pretendents d'Alger)
- 2006 : Musée d'Art et d'Histoire, Narbona, França (col·lecció permanent)